# Jan Boellaard
Johannes Cornelis (Jan) Boellaard (Amsterdam, 23 oktober 1952) (bijnaam de Poes) was in november 1983 een van de ontvoerders van Freddy Heineken en diens chauffeur Ab Doderer. Zijn bijnaam kreeg hij omdat hij dikwijls zijn hoofd scheef hield als hij naar anderen luisterde.
Wegens zijn aandeel in de ontvoering werd Boellaard in 1984 veroordeeld tot twaalf jaar gevangenisstraf. In 1986 ontsnapte hij onder het oog van Peter R. de Vries die bij hem op bezoek was uit de strafgevangenis te Scheveningen. Een Italiaanse medegevangene, die een straf uitzat voor de ontvoering van Toos van der Valk, bleek een pistool te hebben bemachtigd, waarmee hij tijdens het bezoekuur enkele bewaarders bedreigde. Boellaard sloot zich hierop aan bij de Italiaan en tezamen lukte het hen te ontsnappen. Binnen een half uur werd Boellaard alweer gearresteerd. Eind 1991 werd hij vrijgelaten.
Op 2 januari 1994 schoot Jan Boellaard na een wilde achtervolging door Amsterdam in de Amsterdamse Pesthuislaan douanebeambte Jan Willem Holm dood. De douane wilde een controle instellen bij het schip Nedlloyd Neerlandia in het Westelijk Havengebied omdat er drugs aan boord werden vermoed. Boellaard werd hiervoor in 1995 veroordeeld tot twintig jaar. De procureur-generaal had levenslang geëist. In 2007 werd hij vrijgelaten.
In oktober 2019 bekende hij in een door zijn jongere broer, de historicus George Boellaard (1960), geschreven boek over zijn criminele loopbaan de betrokkenheid bij een reeks gewelddadige overvallen in de jaren 1970 en 1980, die hij zou hebben gepleegd met onder andere Willem Holleeder en Cor van Hout, nog voor zij in 1983 Freddy Heineken ontvoerden. In het boek beschrijft hij tevens het ontstaan van de criminele organisatie Epancratius, die volgens hem verantwoordelijk zou zijn voor vele onopgeloste overvallen op geldtransporten, wapenhandelaren en banken, waaronder de beruchte speedbootoverval op het Girokantoor aan het Singel in Amsterdam in 1976 en de overval op de Makro. Vlak voor de publicatie van het boek trok Boellaard zijn medewerking aan het manuscript weer in. In 2021 werd het boek alsnog uitgegeven en werd alleen de periode (1966-1977) beschreven, terwijl  tijdens de aankondiging van het boek in 2019 de periode (1966-1982) zou worden beschreven. In 2022 kwam het tweede boek van George Boellaard uit 'Bloedgabbers' waarin de jaren 1977-1982 beschreven zijn.